# Cheddar Gorge
Cheddar Gorge je soutěska v anglickém pohoří Mendip Hills, ležící nedaleko vesnice Cheddar v hrabství Somerset. S maximální hloubkou 137 m a délkou téměř 5 km je největší roklinou ve Spojeném království. Vymlela ji v ledových dobách voda ve vápenci, protéká jí ponorná říčka Cheddar Yeo. Návštěvníkům je určena vyhlídková stezka Cliff Top Walk. Cheddar Gorge nabízí také množství náročných lezeckých terénů, proslulá je Coronation Street, kterou poprvé zdolal v roce 1965 Sir Chris Bonington. Ve stěnách soutěsky se nachází množství jeskyní, z nichž největší jsou Coxova a Goughova jeskyně. V Goughově jeskyni byla v roce 1903 nalezena nejstarší kompletní lidská kostra, pocházející z období mezolitu a zvaná Cheddarský člověk. Jeskyně jsou také využívány ke zrání proslulého sýra čedar.  
Vegetaci tvoří jeřáb muk, tymián obecný, kakost purpurový a rožec nízký, chráněnou rostlinou je hvozdík sivý. Žije zde sokol stěhovavý, krkavec velký, cvrčilka zelená, vrápenec velký, plch velký, myšice lesní, slepýš křehký, perleťovec dvanáctitečný a modrásek černoskvrnný. Na svazích se pohybují stáda zdivočelých koz a ovcí.
Podle rokle se jmenovala zábavná rozhlasová soutěž stanice BBC, skupina The Troggs se zde fotila na obal své desky From Nowhere, zdejší scenérie byly využity jako pozadí v počítačové hře Resistance: Fall of Man. Lokalita je součástí oblasti Cheddar Complex, zařazené na seznam chráněných území Site of Special Scientific Interest, a patří k největším turistickým atrakcím v Anglii: ročně ji navštíví okolo půl milionu osob. V anketě o největší přírodní div Spojeného království, pořádané v roce 2005, se umístila na druhém místě za jeskynním komplexem Dan yr Ogof ve Walesu. Soutěskou prochází silnice B3135.